# Francisco Iturrino
Francisco Nicolás Iturrino González (Santander, 9 settembre 1864 – Cagnes-sur-Mer, 20 giugno 1924) è stato un pittore spagnolo.

## Biografia
Nel 1872, la sua famiglia si trasferì a Bilbao; quando egli era ancora bambino, ricevette il suo primo insegnamento di pittura da suo zio, Elviro González, poeta, pittore e musicista. In seguito, ricevette la sua laurea in pittura, e volle successivamente andare a studiare a Liegi ingegneria, ma rimase per poco tempo, per ritornare a studiare pittura presso l'Académie Royale des Beaux-Arts.
Alla fine di questo studio andò a lavorare come pittore a Parigi assieme a Henri Evenepoel, suo amico conosciuto durante gli anni in accademia.
Nel 1901, iniziò ad esporre le sue pitture presso la prestigiosa Galleria Vollard. In seguito tenne una mostra presso il Salon d'Automne.
Poco dopo, tornò a casa, ma si fermò a Salamanca, e successivamente stabilì un suo studio, a Siviglia.
Nel 1906 si sposò con Marie Joséphine Delwit Schwartz, conosciuta in Belgio.
Visitò molti paesi come il Paese basco, la Francia e la Andalusia, suo posto preferito per la sua bellezza paesaggistica, anche se le sue pitture non ritrassero questo ma bensì feste e ritratti di donne. Sempre in questo periodo cambiò il modo di dipingere: non usò colori scuri ma usò colori più accesi e allegri.
Dal 1911 al 1912 passò un po' di tempo in Marocco assieme a Henri Matisse, un amico di cui aveva molto legato. In seguito, ebbe, finalmente, una grande mostra pittorica, nel 1919, presso il Círculo de Bellas Artes.
Nel 1920 sviluppò una gangrena sulle sue gambe, dove fu costretto ad operarsi. Dopo questo fattore, il suo medico gli disse che doveva subire ulteriori interventi chirurgici, ma esso non poteva farli a causa delle sue difficoltà finanziarie. Per aiutarlo lo storico dell'arte, Élie Faure, organizzò una mostra presso la Galerie Rosenberg, dove vi erano i più prestigiosi dipinti di Matisse, Picasso e molti altri pittori da lui conosciuti. Con la sua vendita riuscì a farsi l'operazione anche se due anni dopo morì.

## Galleria d'immagini

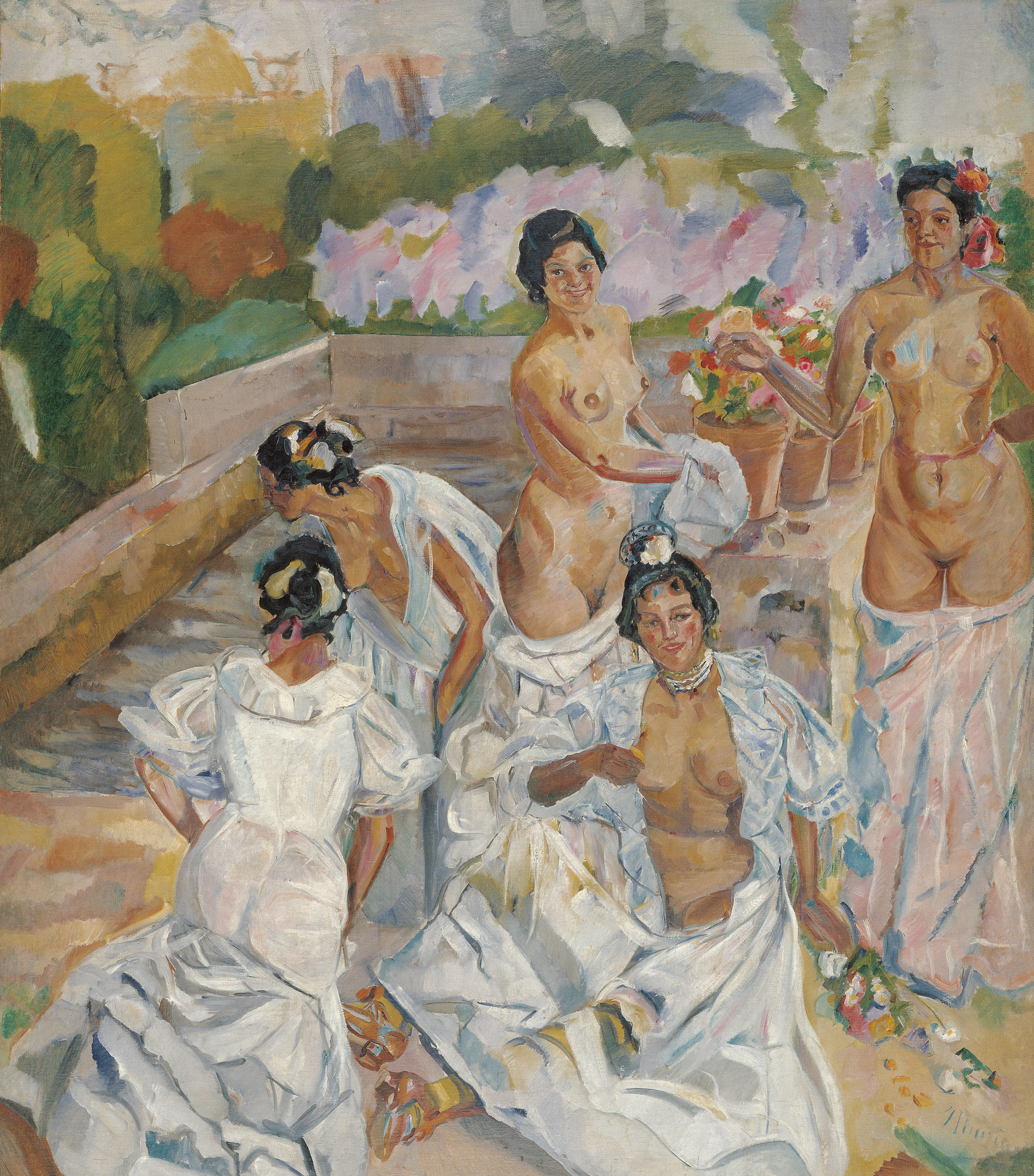
Il bagno
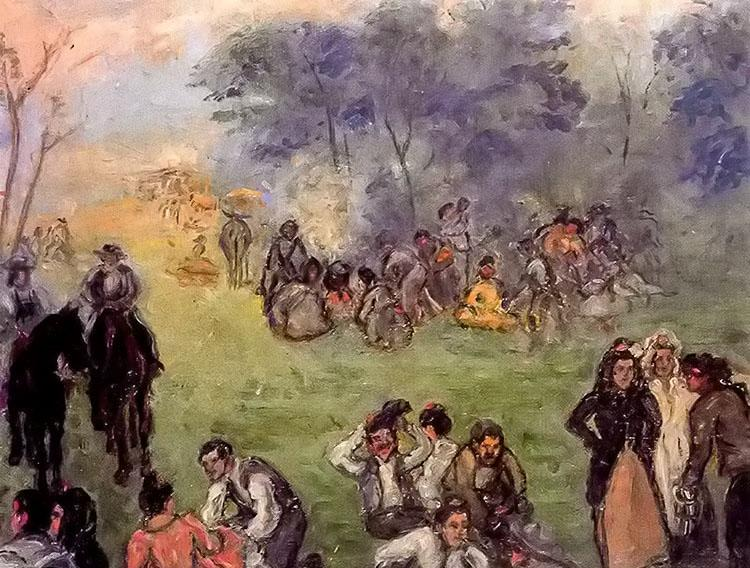
Domenica
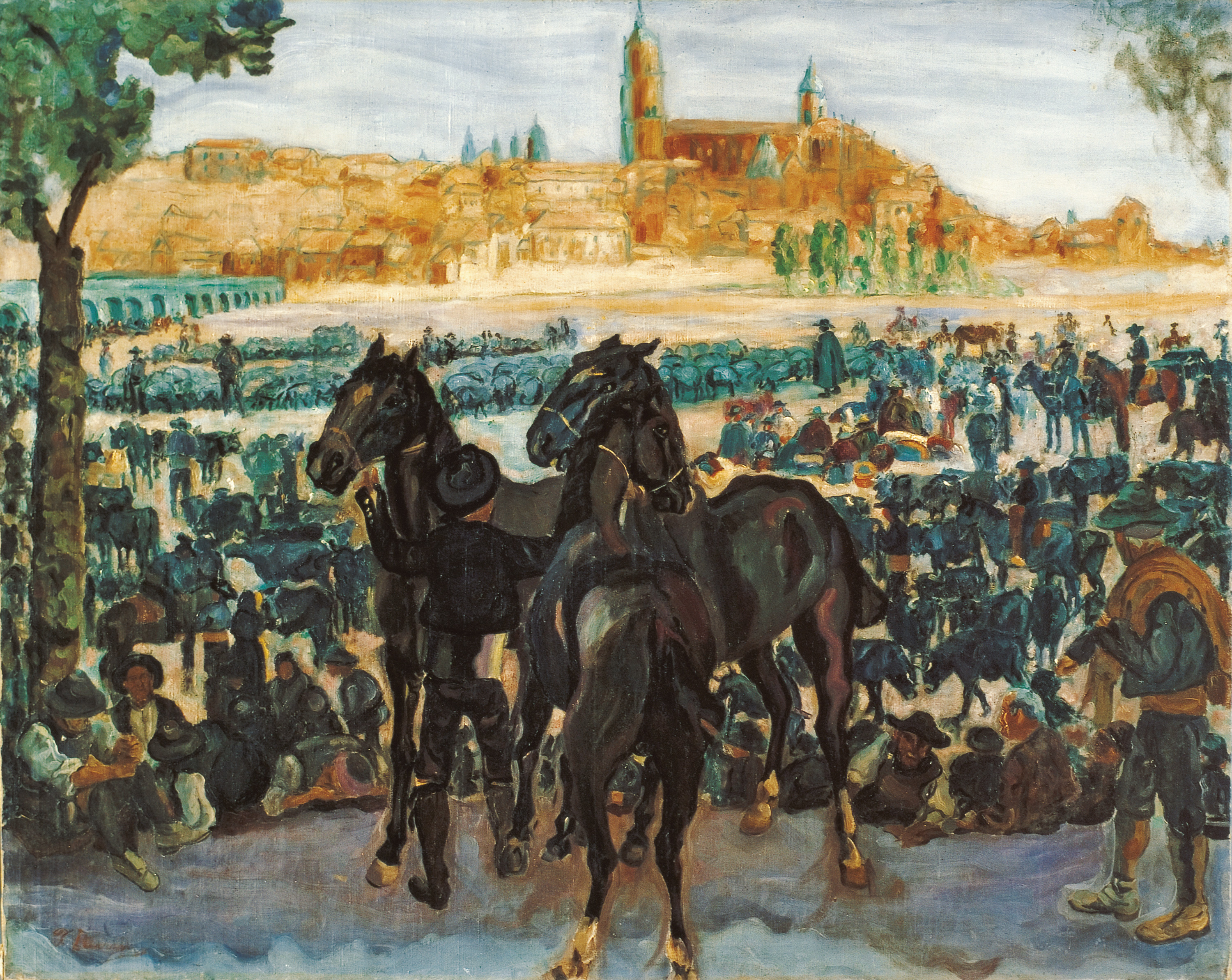
Festa del bestiamie in Salamanca
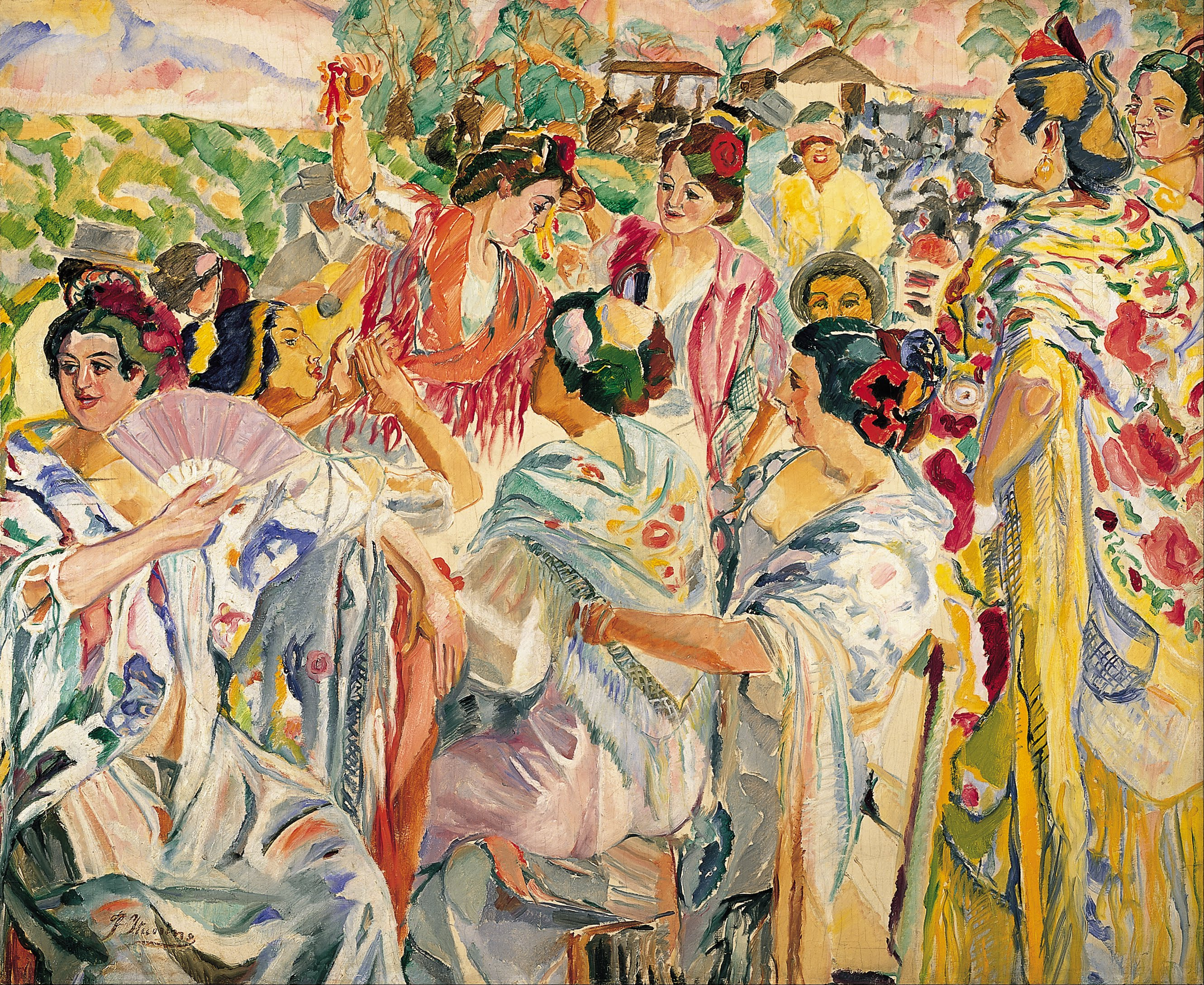
Manolas